# Dinarthrum mesoplicatum
Dinarthrum mesoplicatum är en nattsländeart som beskrevs av Martynov 1913. Dinarthrum mesoplicatum ingår i släktet Dinarthrum och familjen kantrörsnattsländor. Inga underarter finns listade i Catalogue of Life.